# Ștefanca (okręg Marusza)
Ștefanca – wieś w Rumunii, w okręgu Marusza, w gminie Miheșu de Câmpie. W 2011 roku liczyła 32 mieszkańców.